# Townsend (Tennessee)
Townsend è un comune degli Stati Uniti d'America, situato nello Stato del Tennessee, nella Contea di Blount.